# Ansfleda
Ansfleda é uma nobre franca e a mulher de Varatão, prefeito do palácio da Nêustria sob Teodorico III. Em 681 o palácio do prefeito Ebroíno é assassinado por Ermenfredo,  um funcionário do Tesouro, que fugiu, transportando os bens e refugiou-se na corte de Austrásia. Os nobres do reino da Nêustria reúnem-se para escolher por sucessor de Ebroíno o seu parente Varatão, um senhor de baixo poder, a fim de manter a sua independência. No entanto é um grande proprietário na área de Rouen. Normalmente a lei franca prevê que se vingue o assassinato de seu antecessor, o que significava atacar a Austrásia, que protegia o assassino, mas Varatão preferiu fazer as pazes com a Austrasia, governada pelo prefeito do palácio Pepino de Herstal. A situação é bastante difícil porque os dois reinos bem que governados por dois prefeitos do palácio geralmente inimigos,  tinham o mesmo rei, Teodorico III. A paz concluída não agrada a todos os nobres, e uma oposição reúne-se em torno de Gistemário, filho de Varatão, que derruba o seu pai em 683. Giselmar ataca a Austrásia e bate Pepino perto de Namur em 684, mas morreu pouco após e Varatão torna-se prefeito do palácio. Ele morreu dois anos mais tarde e Ansfleda consegue nomear seu genro Berchaire para o suceder .
Mas Berchaire tenta voltar à política de Ebroíno, ex-prefeito do palácio, e tenta submeter os nobres ao poder central. O descontentamento aumenta, os poderosos como São Rieul, bispo de Reims exilaram-se e se refugiam em Austrásia, onde incentiva Pepino de Herstal, prefeito do palácio da Austrásia para lutar e caçar Berchaire.
A guerra é declarada, e Berchaire é batido por Pepino em Tertry em junho de 687. A fim de poder negociar a paz com Pepino, Ansfleda faz assassinar o seu genro e casa a sua neta Adaltruda, filha de Berchaire e de Anstruda com Drogo, Duque de Champanhe, filho de Pepino. Drogo morre em 708 e Adaltruda provavelmente logo após e Ansfleda apoia a educação de seu neto Hugo e, provavelmente, a de seus irmãos.